# Бяренгруб, Ало
Ало Бяренгруб (эст. Alo Bärengrub; 12 февраля 1984, Кехтна, Рапламаа) — эстонский футболист, защитник. Выступал в сборной Эстонии.

## Карьера

### Клубная
В начале карьеры выступал за клубы «Лелле» и «Валга». В 2004 году перешёл в один из сильнейших клубов Эстонии — «Флору», а в 2008 году уехал выступать за границу — в норвежский «Будё-Глимт».
С 2011 по декабрь 2015 года выступал за таллинский футбольный клуб «Нымме Калью», за этот период стал один раз чемпионом страны и обладателем Кубка Эстонии. В январе 2016 года стало известно, что футболист решил завершить свою карьеру.

### Сборная
Бяренгруб начал выступать за сборную Эстонии с 2004 года и всего провел 48 игр

### Тренерская
16 декабря 2024 года получил тренерскую лицензию UEFA PRO.

## Достижения
«Флора»
- Обладатель Суперкубка Эстонии (1): 2004

«Нымме Калью»
- Чемпион Эстонии (1): 2012
- Серебряный призёр чемпионата Эстонии (2): 2011, 2013
- Обладатель Кубка Эстонии (1): 2014/15
- Финалист Кубка Эстонии (1): 2012/13